# Synchiropus orientalis
Synchiropus orientalis es una especie de peces de la familia Callionymidae en el orden de los Perciformes.

## Hábitat
Es un pez  de mar y de clima tropical y demersal.

## Distribución geográfica
Se encuentra en el Océano Índico: Maldivas.

## Observaciones
Es inofensivo para los humanos